# Avro Manchester
Die Avro 679 Manchester war ein zweimotoriger Bomber des Zweiten Weltkrieges aus britischer Produktion.

## Geschichte
Der Erstflug fand im Juli 1939 statt. Die A.V. Roe and Company baute von der Ursprungsversion Manchester Mk I nur 20 Stück; dann folgte die Manchester Mk IA mit größeren Seitenleitwerksflächen und einer von 6,71 m auf 10,06 m vergrößerten Leitwerksspannweite. Die Gesamtproduktion belief sich auf 200 Exemplare, die von November 1940 bis Mitte 1942 im Dienst waren. Die Manchester erwies sich im Einsatz als Misserfolg, wobei der Fehler nicht im Flugwerk, sondern im Antrieb zu suchen war. Die viermotorige Weiterentwicklung Manchester Mk III führte ab Anfang 1941 zum weit leistungsfähigeren Avro-Lancaster-Bomber.

## Produktionszahlen
Die Manchester wurde in Großbritannien bei A. V. Roe und Metro-Vickers gebaut.
| Version | Metro-Vickers | A. V. Roe | Summe |
| ------- | ------------- | --------- | ----- |
| Mk I    | 43            | 156       | 199   |

| Jahr  | Anzahl |
| ----- | ------ |
| 1940  | 24     |
| 1941  | 163    |
| 1942  | 12     |
| Summe | 199    |

## Militärische Nutzung

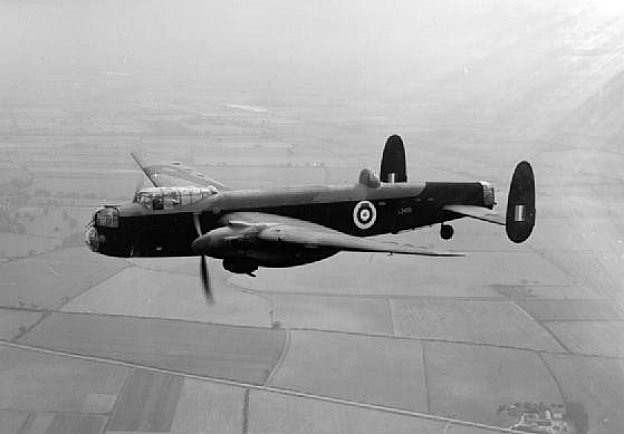
Kanadische Manchester B Mk. IA

Kanada
- Royal Canadian Air Force

 Vereinigtes Königreich
- Royal Air Force

## Technische Daten

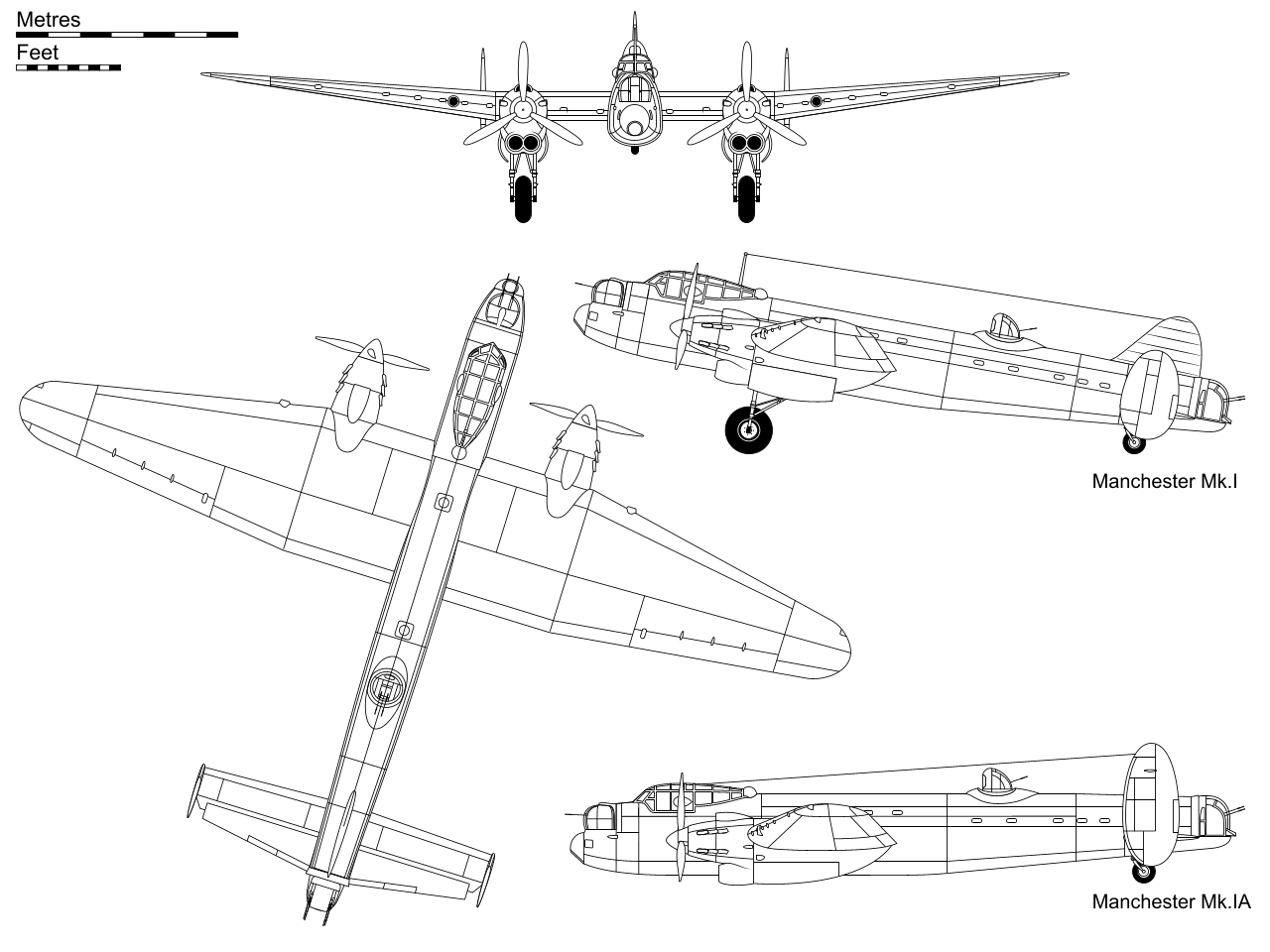
Dreiseitenriss der Manchester

| Kenngröße             | Daten Avro Manchester Mk. IA                                                |
| --------------------- | --------------------------------------------------------------------------- |
| Besatzung             | 7                                                                           |
| Länge                 | 20,98 m                                                                     |
| Spannweite            | 27,46 m                                                                     |
| max. Startmasse       | 25.402 kg                                                                   |
| Antrieb               | zwei Rolls-Royce Vulture I mit je 1.312 kW (1.784 PS)                       |
| Höchstgeschwindigkeit | 426 km/h in 5.181 m Höhe                                                    |
| max. Reichweite       | 2.622 km mit 3.629 kg Bomben                                                |
| Bewaffnung            | acht Browning-MG des Kalibers .303 British (7,7 mm), bis zu 4.695 kg Bomben |